# Palco
Palco är en ort i Rooks County i Kansas. Vid 2010 års folkräkning hade Palco 277 invånare.